# Ewopole
Ewopole (prononciation [ɛvɔˈpɔlɛ) est un village de la gmina de Trawniki du powiat de Świdnik dans la voïvodie de Lublin, situé dans l'est de la Pologne.
Il se situe à environ 25 kilomètres à l'est de Świdnik (siège du powiat) et 35 kilomètres à l'est de Lublin (capitale de la voïvodie).

## Histoire
De 1975 à 1998, le village est attaché administrativement à l'ancienne voïvodie de Lublin.

Depuis 1999, il fait partie de la nouvelle voïvodie de Lublin.